# Paul Bonnecarrère
Pour les articles homonymes, voir Bonnecarrere.
Œuvres principales
Par le sang versé. La Légion étrangère en Indochine
Paul Bonnecarrère  est un écrivain et journaliste français, né le 4 octobre 1925 dans le 18e arrondissement de Paris, et mort le 4 mars 1977 dans le 15e arrondissement de Paris.

## Biographie
Engagé volontaire au 1er Régiment de chasseurs parachutistes en 1944, après guerre, Paul Bonnecarrère devient correspondant de guerre en Indochine, à Suez et en Algérie.
Au cours de ces campagnes, il vit au sein des troupes de choc et lie de solides amitiés qui l'amèneront à écrire deux ouvrages sur la Légion étrangère : Par le sang versé (1969), qui reçoit le prix Ève-Delacroix, et La guerre cruelle (1972).
Il est le père de la philosophe Laurence Hansen-Løve et le grand-père de la réalisatrice Mia Hansen-Løve et du musicien et écrivain Sven Løve.

## Œuvres
- Par le sang versé, La Légion étrangère en Indochine, Fayard, 1968
- Qui ose vaincra, les parachutistes de la France libre, Fayard, 1971
- La Guerre cruelle, légionnaires en Algérie, Fayard, 1972
- Rosebud, Fayard, 1973 (avec Joan Hemingway[3])
- Douze légionnaires : d'après son feuilleton télévisé, Fayard, 1974
- Ultimatum, Fayard, 1975
- Le triangle d'or, Fayard, 1976 (english edition The Golden Triangle, Aiden Ellis, 1977, translated by Oliver Coburn)
- Une Victoire perdue, Fayard, 1978 (roman posthume)

### Adaptation
- 1975 : Rosebud réalisé par Otto Preminger, avec Peter O'Toole et Isabelle Huppert